# Franz Dobusch
Franz Dobusch (* 9. května 1951 Raab) je rakouský politik z Horních Rakous, bývalý starosta Lince.

## Biografie
Starostou města byl od 21. ledna 1988 do 7. listopadu 2013. Je členem Sociálně demokratické strany Rakouska (SPÖ). Předtím byl od roku 1985 členem obecního zastupitelstva.
V roce 1971 maturoval na dělnické střední škole. V roce 1977 byl promován na Univerzitě v Linci na doktora práv. V roce 1978 se stal zástupcem ředitele univerzity a od roku 1981 vedl rektorát vysoké školy Universität für künstlerische und industrielle Gestaltung Linz. Od roku 1978 do roku 1982 zastával funkci zemského předsedy mládežnické organizace SPÖ a od 26. ledna 1981 byl předsedou organizace strany v Neustadtu. Od roku 1987 zastával funkci okresního předsedy SPÖ Linec-město. Když se v roce 1988 stal starostou Lince, byl nejmladším starostou města v jeho historii.